# Xilinx
Xilinx è stato uno dei principali produttori di dispositivi logici programmabili (PLD). È famosa per aver inventato il primo FPGA messo in commercio ed è stata una delle aziende leader nella manifattura di questo dispositivo logico; inoltre era la prima azienda (in termini di importanza economica) di semiconduttori con il modello fabless manufacturing, ovvero un modello di produzione in cui l'azienda si concentra solo sulla progettazione e vendita del prodotto appaltando a terzi la produzione dello stesso. Nel 2022 è stata acquisita da AMD. 

## Storia
Fu fondata nel 1984 da Ross Freeman e Bernie Vonderschmitt, due ingegneri specializzati nella progettazione di circuiti integrati che lavoravano per la Zilog. L'azienda aveva la sede principale a San Jose, in California, ed era quotata all'indice NASDAQ-100 del NASDAQ.
Tra le famiglie di FPGA prodotte vi erano le famiglie di prodotti Virtex, Spartan e più recentemente Kintex e Artix.
Il 14 febbraio 2022 si è conclusa l'acquisizione di Xilinx da parte di AMD.